# 秋元龍太朗
秋元 龍太朗（あきもと りゅうたろう、1995年〈平成7年〉3月13日 - ）は、日本の俳優。株式会社 空（くう）所属。
東京都出身。身長178cm、靴のサイズ26.0cm。
かつてはエヴァーグリーン・エンタテイメントに所属していた。フリーランスを経て、現事務所に所属。妻は女優の吉谷彩子。

## 略歴
2008年、第21回ジュノン・スーパーボーイ・コンテストに母親の勧めで応募。応募総数1万5338人の中からフォトジェニック賞を受賞し、13歳で芸能界デビュー。パフォーマンスではソーラン節を披露した。
2009年2月より、エヴァーグリーン・エンタテイメントに所属。雑誌『ニコラ』のメンズモデルを務める。
同年10月、NHK土曜ドラマ『チャレンジド』で連続テレビドラマに初出演し、俳優デビュー。
2012年5月『スパイス刑事』で舞台初主演。
2014年10月より、舞台『弱虫ペダル』シリーズに出演。以降テレビドラマ版を合わせた計7作で黒田雪成役を演じた。
以降は舞台を中心に、映画・テレビドラマなどで活動する。
2017年、蜷川幸雄一周忌追悼公演『NINAGAWAマクベス』に出演。同作は日本を含む5か国7都市で上演され、この舞台で初の海外公演を経験した。
2020年8月、デビューから11年半所属していたエヴァーグリーン・エンタテイメントを退社。フリーランスに転身。
2021年4月より、よるドラ『きれいのくに』に出演。同作はドラマ番組では初のAIを利用した技術を導入しており、VFXによって稲垣吾郎の顔を合成された形での出演となった。
2021年12月1日より、株式会社 空に所属。
2022年12月、初の自主企画公演『命を弄ぶ男ふたり』を鈴木勝大と主催。当初は同年7月に上演予定だったものの、新型コロナウイルスの影響で中止となり、12月に上映を果たした。
2024年1月1日、女優の吉谷彩子との結婚を自身のInstagramにて報告した。

## 人物
趣味はハンドパン演奏、ギター、映画・演劇鑑賞。特技はサッカーで、計9年間プレーしていた。

## 出演

### 舞台
2009年
- 『トゥルークリスマス〜奇跡のおまじないジングルジングラ〜』（2009年12月23日 - 27日、シアターサンモール）

2010年
- 『甘男子』〜あまだん〜（2010年12月2日 - 12日、俳優座劇場） - 原芳樹 役

2011年
- Air studioプロデュース公演『PRIDE』（2011年2月9日-13日、アクアスタジオ/11月2日 - 7日、アクアスタジオ）
- Air studioプロデュース公演『MOTHER〜特攻の母 鳥濱トメ物語〜』（2011年7月23日、栃木：矢板市文化会館 大ホール/27日 - 31日、東京：新国立劇場 小劇場/9月25日、秋田：湯沢市民会館 大ホール/10月26日、埼玉：東松山市民文化センター）
- 『コカンセツ!〜再演〜』（2011年9月21日 - 25日、天王洲 銀河劇場） - 早川慶 役

2012年
- 『スパイス刑事』（2012年5月9日 - 13日、シアターグリーンBIG TREE THEATER） - 主演・仁木しなもん 役
- 『ロディ・ミュージカル2012』（2012年7月21日 - 29日、前進座劇場） - ジョニー 役
- Air studioプロデュース公演『夏幻影』（2012年9月1日 - 6日、アクアスタジオ）
- 『人狼 ザ・ライブプレイングシアター #02:BETA(SPACE)』（2012年12月11日 - 16日、シアターグリーン BIG TREE THEATER） -　士官候補生イワン 役[1]

2013年
- 『3150万秒と、少し』（2013年2月15日 - 24日、東京：天王洲 銀河劇場/27日、大阪：梅田芸術劇場 シアタードラマシティ）
- 『人狼 ザ・ライブプレイングシアター #04:VILLAGE』（2013年4月24日 - 29日、上野ストアハウス） -　秀才イワン 役
- 『眠れぬ町の王子様』〜Dreams like a bubble of champagne〜（2013年8月28日 - 9月1日、シアターサンモール） - 大空未来 役[14]

2014年
- Air studioプロデュース公演『売春婦捜査官』（2014年1月29日 - 2月2日、エアースタジオ）
- Air studioプロデュース公演『真夏のJuliet』（2014年5月3日 - 6日、エアースタジオ）
- Air studioプロデュース公演『Legend 〜風のなかの塵〜』（2014年8月19日 - 24日、アクアスタジオ）
- 舞台『弱虫ペダル』箱根学園篇〜野獣覚醒〜（2014年10月23日 - 26日、大阪：シアターBRAVA！/10月30日 - 11月3日、東京：六本木ブルーシアター）- 黒田雪成 役[15]
- 私のホストちゃん〜血闘!福岡中洲編〜（2014年12月5日 - 14日、東京：日本青年館 大ホール/12月26日 - 27日、大阪：森ノ宮ピロティホール） - 剣夜 役

2015年
- 舞台『弱虫ペダル』インターハイ篇The WINNER（2015年3月6日 - 15日、東京公演：日本青年館 大ホール/19日 - 22日、大阪公演：シアターBRAVA！/26日 - 29日、福岡公演：キャナルシティ劇場）- 黒田雪成 役
- 舞台 『戦国無双』〜関ヶ原の章〜（2015年5月2日 - 7日、シアター1010） - 藤堂高虎 役
- 探偵シリーズ『元カレ』（2015年6月4日 - 12日、六行会ホール） - 相川ユーキ 役
- SOLID STARSプロデュースVol.4『三ツ星に願いを！』（2015年7月8日 - 12日、俳優座劇場） - 主演・白木誠也 役
- 朗読劇『僕とあいつの関ヶ原』（2015年8月5日 - 7日、天王洲 銀河劇場） - 井伊直政/大谷吉継 役
- エムキチビート企画公演『芥川龍之介 地獄変』（2015年8月29日 - 30日、大阪：一心寺シアター/9月2日 - 6日、東京：サンモールスタジオ）- 漱介 役
- 舞台『弱虫ペダル』IRREGULAR〜2つの頂上〜（2015年10月8日 - 12日、名古屋：日本特殊陶業市民会館 フォレストホール/22日 - 25日、東京：TOKYO DOME CITY HALL/10月29日 - 11月3日、大阪：梅田芸術劇場 メインホール/7日 - 8日、福岡：キャナルシティ劇場）- 黒田雪成 役
- TK Project vol.1『SOLLADO』（2015年12月23日 - 25日、笹塚ファクトリー） - 神出留与 役

2016年
- ミュージカル『ハートの国のアリス〜The Best Revival〜』（2016年1月16日 - 24日、全労済ホールスペース・ゼロ） - ペーター＝ホワイト 役
- SOLID STARSプロデュースVol.6『ヨビコー!!〜You be cool !〜』（2016年3月2日 - 6日、六行会ホール） - 主演・神保明 役
- 舞台『黒子のバスケ』THE ENCOUTER（2016年4月8日 - 24日、サンシャイン劇場） - 伊月俊 役
- 舞台『曇天に笑う』（2016年5月27日 - 6月5日、東京：天王洲 銀河劇場/6月10日-11日、大阪：梅田芸術劇場 シアタードラマシティ） - 青木弥二郎 役[16]
- 舞台 『戦国無双』〜四国遠征の章〜（2016年6月29日 - 7月4日、AiiA 2.5 Theater Tokyo） - 藤堂高虎 役
- 『若様組まいる』（2016年8月7日 - 14日、天王洲 銀河劇場） - 平田文太郎 役
- ホイッスル!BREAK THROUGH-壁をつき破れ-（2016年8月31日 - 9月8日、シアター1010） - 水野竜也 役[17]
- 舞台『弱虫ペダル』〜箱根学園新世代、始動〜（2016年9月30日 - 10月2日、東京：TOKYO DOME CITY HALL/7日 - 10日、大阪：オリックス劇場）- 黒田雪成 役
- 音楽劇『金色のコルダ Blue♪Sky Second Stage』（2016年12月8日 - 18日、 全労済ホールスペース・ゼロ） - 如月律 役

2017年
- エムキチビート 第十四廻公演 『赫い月』（2017年1月18日 - 22日、座・高円寺1） - 主演・トウゴ 役
- 舞台『弱虫ペダル』新インターハイ篇〜スタートライン〜（2017年2月25日 - 26日、大阪：オリックス劇場/3月4日 - 12日、東京：TOKYO DOME CITY HALL）- 黒田雪成 役
- 舞台『黒薔薇アリス』（2017年5月12日 - 21日、六本木ブルーシアター） - レオ 役[18]
- 蜷川幸雄一周忌追悼公演『NINAGAWAマクベス』 - ドナルベーン 役
  - 香港：2017年6月23日 - 25日、Grand Theatre, Hong Kong Cultural Centre
  - 埼玉：2017年7月13日 - 29日、彩の国さいたま芸術劇場 大ホール/佐賀：8月4日 - 6日、鳥栖市民会館 大ホール
  - ロンドン：2017年10月5日 - 8日、Barbican Theatre/プリマス：10月13日 - 14日、Theatre Royal Plymouth
  - シンガポール：2017年11月23日 - 25日、Esplanade Theatres On the Bay

2018年
- 虚構の劇団 第13回公演『もうひとつの地球の歩き方〜How to walk on another Earth.〜』（2018年1月19日 ｰ 28日、東京：座・高円寺1/2月2日 ｰ 4日、大阪：ABCホール/10日 ｰ 11日、愛媛：あかがねミュージアム あかがね座/15日 ｰ 18日、東京凱旋：東京芸術劇場 シアターウエスト）- 主演・森崎賢介 役
- シラノ・ド・ベルジュラック（2018年5月15日 - 30日、東京：日生劇場/6月8日 - 10日、兵庫：兵庫県立芸術文化センター 阪急中ホール）[19]
- 劇団た組。第16回目公演『心臓が濡れる』（2018年7月5日 - 16日、すみだパークスタジオ倉） - 永山英樹 役
- 蜷川幸雄一周忌追悼公演『NINAGAWAマクベス』 - ドナルベーン 役
  - ニューヨーク：2018年7月21日 - 25日、David H. Koch Theater
- 劇団た組。第17回目公演『貴方なら生き残れるわ』（2018年11月21日 - 25日、彩の国さいたま芸術劇場 小ホール） - 當座正弘 役

2019年
- 虚構の劇団 第14回公演『ピルグリム2019』（2019年2月22日 - 3月10日 、東京：シアターサンモール/15日 - 17日、大阪：近鉄アート館/23日 - 24日、愛媛：あかがねミュージアム あかがね座）- 主演・直太郎 役
- Yプロジェクト×E-Stage Topia提携プロデュース公演『シェイリ шерри』（2019年7月17日 - 20日、渋谷伝承ホール）- 主演・トレープレフ 役
- 劇団た組。第19回目公演『今日もわからないうちに』（2019年8月28日 - 9月1日、シアタートラム）
- Team Unsui 第3回公演『ジャンプ』（2019年11月1日 - 11月10日、赤坂RED/THEATER）- 武田 役

2020年
- もぴプロジェクト特別公演『或いは怒りっぽい恋人』（2020年3月23日 - 3月27日 ※一部公演中止、新宿シアター・ミラクル）- 主演・アルセスト 役
- 劇団た組。インターネット公演『要、不急、無意味（フィクション）』（2020年4月18日 - 19日）- 秋元 役
- PUBLIC∴GARDEN!オンラインリーディング公演 読『芥川龍之介 地獄変』（2020年5月16日・22日～24日）- 漱介 / 物語の2 役
- リモートシアター『ムカウミライ』（2020年8月17日、20日、 22日）- 艦長 役 / エヌ 役
- Team Unsui 第4回公演『パレード』（2020年10月4日 - 10月11日、赤坂RED/THEATER）
- E-Stage Topiaプロデュース公演『Meteor Soda〜流れ星を見つけたら、僕は君の微笑みの訳を知るだろう〜』（2020年12月16日 - 20日、上野ストアハウス）- 主演・那珂根一人 役

2021年
- 山脇辰哉の企画 『明けまして、おめでたい人』（2021年6月2日 - 6月7日、下北沢スターダスト）- 平井 役
- 第7世代実験室 リモート演劇×シェイクスピア『ヘンリー六世』（11月10日 - 12月1日）- クリフォード 役
- 劇団た組『ぽに』（2021年10月28日 - 2021年11月7日、KAAT神奈川芸術劇場  大スタジオ）- 正大 役

2022年
- 劇団た組『ドードーが落下する』（2022年9月21日 - 10月2日、神奈川：KAAT神奈川芸術劇場  大スタジオ/長野：10月8日 - 9日、まつもと市民芸術館 小ホール/北海道：10月22日 - 23日、クリエイティブスタジオ）- 庄田 役
- 秋元龍太朗・鈴木勝大『命を弄ぶ男ふたり（表・裏）』（2022年12月14日 - 19日、IZUMO GALLERY）- 表：眼鏡 役/裏：包帯 役

2023年
- た組 『綿子はもつれる』（2023年5月17日 - 5月28日、東京芸術劇場シアターイースト）- 翔太 役
- PARCO PRODUCE 2024『リア王』（2024年3月8日 - 31日、東京：東京芸術劇場 プレイハウス / 4月6日・7日、新潟：りゅーとぴあ 新潟市民芸術文化会館 劇場 / 4月13日・14日、愛知：刈谷市総合文化センター アイリス 大ホール / 4月18日 - 21日、大阪：SkyシアターMBS / 4月25日・26日、福岡：キャナルシティ劇場 / 5月2日、長野：まつもと市民芸術館 主ホール） - フランス王 役[20][21]

2024年
- らんぼうものめ（2024年7月20日 - 28日、神奈川：KAAT神奈川芸術劇場 大スタジオ / 8月4日、福島：いわき芸術文化交流館アリオス 中劇場 / 8月17日 - 18日、長野：まつもと市民芸術館 小ホール）[22]

2025年
- 劇団た組『ドードーが落下する』（2025年1月10日 - 19日、東京：KAAT神奈川芸術劇場 大スタジオ / 1月25日・26日、大阪：近鉄アート館 / 2月8日・9日、三重：三重県文化会館 小ホール / 2月15日・16日、茨城：水戸芸術館 ACM劇場）[23]
- ケムリ研究室 no.4『ベイジルタウンの女神』（2025年5月6日 - 18日、世田谷パブリックシアター / 5月、兵庫県立芸術文化センター 阪急中ホール・久留米シティプラザ ザ・グランドホール / 6月、穂の国とよはし芸術劇場PLAT 主ホール・りゅーとぴあ 新潟市民芸術文化会館）[24]

### テレビドラマ
2009年
- 土曜ドラマ チャレンジド（2009年10月 - 11月、NHK） - 江藤元気 役

2010年〜2019年
- 泣かないと決めた日 第2話・5話（2010年2月、関西テレビ）
- 絶対零度〜未解決事件特命捜査〜 第6話（2010年5月、フジテレビ）
- 土俵ガール!（2010年7月 - 9月、毎日放送） - 池辺成雄 役

- 恋チョコ「甘男子」（2011年2月、BS-TBS） - 原芳樹 役
- 高校生レストラン（2011年5月 - 7月、日本テレビ） - 田村翔太 役
- チャレンジド〜卒業スペシャル〜（2011年5月14日・21日、NHK） - 江藤元気 役
- 月曜ゴールデン ヤメ刑探偵 加賀美塔子（2011年6月 - 、TBS） - 朝倉礼介 役
- 桜蘭高校ホスト部 第9話（2011年9月16日、TBS） - 荒井 役
- 仮面ライダーフォーゼ 第15話・16話（2011年12月、テレビ朝日） - 元山惣帥 役
- イロドリヒムラ 第5話（2012年11月12日、TBS） - 和田 役
- 新春ワイド時代劇 白虎隊〜敗れざる者たち（2013年1月2日、テレビ東京） - 津川喜代美 役
- 原宿ネストカフェ 第16回（2013年1月19日、TBS） - 和也 役
- 鍵のない夢を見る「石蕗南地区の放火」（2013年9月15日、WOWOW）
- 恋するイヴ（2013年12月24日、日本テレビ） - トミー 役
- 失恋ショコラティエ 第11話（2014年3月24日、フジテレビ）
- 珈琲屋の人々（2014年4月 - 5月、NHK BSプレミアム） - 塚本圭次 役
- 東京特許許可局 第13話（2014年9月1日、NHK Eテレ）
- 土曜プレミアム枠 天才探偵ミタライ〜難解事件ファイル「傘を折る女」〜（2015年3月7日、フジテレビ）
- NHK連続テレビ小説「まれ」（2015年6月9日、NHK総合）
- 弱虫ペダル（2016年8月 - 10月、BSスカパー!） - 黒田雪成 役[25]
  - 弱虫ペダル Season2 （2017年12月、BSスカパー!） - 黒田雪成 役
- 暇なJD・三田まゆ〜今夜、私と“優勝”しませんか〜（2017年12月27日 - 28日、テレビ朝日） - 本郷颯太 役[26]

2020年～
- よるドラ「きれいのくに」（2021年4月 - 5月、NHK総合） - 中山健太 役[27]
- NHK連続テレビ小説「ちむどんどん」（2022年4月25日 - 5月13日・9月29日、NHK総合）- 新城正男 役
- NHK特集ドラマ「ももさんと7人のパパゲーノ」（2022年8月20日、NHK総合 ）
- 女神の教室〜リーガル青春白書〜 10話（2023年3月20日、フジテレビ）- 大熊徹平 役
- 滅相も無い（2024年4月17日 - 6月5日、MBS・TBS）[28]
- 錦糸町パラダイス〜渋谷から一本〜（2024年7月13日 - 9月28日、テレビ東京） - 隆之 役[29]
- 大河ドラマ 光る君へ 第47回・最終回（2024年12月8日・15日、NHK）- 藤原能信 役

### 映画
- 僕たちのプレイボール（2010年） - 梶本康一 役
- カルテット!（2012年） - 翔太 役
- 仮面ライダーフォーゼ THE MOVIE みんなで宇宙キターッ!（2012年） - 元山惣帥 役（友情出演）
- 半グレvsやくざ（2014年）
- 『明けまして、おめでたい人』（2022年）- 平井 役
- ほつれる（2023年）- 笹井[靴屋店員] 役[30]
- 明けまして、おめでたい人（2024年）[31]
- 朝をさがして（2024年） - 遼太郎 役[32]
- HAKONIWA（公開日未定）- 主演・月城誠 役[33]

### テレビ番組

#### レギュラー出演
- ネクストプリンセス（2009年10月、テレビ東京）
  - 『りさとあゆみの交換日記』 - 今野大樹 役
- 俳句さく咲く! （2012年4月、NHK Eテレ）
  - 3分連続ドラマ『俳句王子への道』- 神山龍太 役[34]
- 渋谷LIVE！ザ・プライムショー（2012年11月、WOWOW）
- BF会議（2014年10月、テレビ朝日）

#### その他
- 男子旅（2016年11月6日、Dlife）[35]

### イベント
- Ever Green Entertainment Show
  - 2011 Vol.2（2011年11月23日、なんばHatch/11月25日、名鉄ホール/12月2日 - 3日、品川プリンスホテル ステラボール）
  - 2015 Vol.4（2015年8月2日、豊洲PIT）
  - 2016 Vol.5（2016年4月2日 - 3日、豊洲PIT）

- 単独トークイベント
  - 『Ryu’s Club The First』（2015年12月5日、ベルサール西新宿）
  - 『Ryu’s Club The Second』（2017年3月20日、証券会館ホール）
  - 『Ryu’s Club The Third』（2018年3月10日、証券会館ホール）
  - 『Ryu’s Club The Fourth』（2019年3月30日、浜町Ｆタワーホール）

### ミュージック・ビデオ
- miwa「ホイッスル〜君と過ごした日々〜」（2013年）
- Alexandros「SNOW SOUND」（2017年）
- Sonar Pocket「一生一瞬」（2017年）

### CM
- ベネッセ『進研ゼミ中学講座』（2009年）
- 松屋フーズ『秋の3バーグフェア 待ってました編』（2011年）
- 赤城乳業『ガツン、とみかん』（2013年）
- 日本コカ・コーラ『メッセージボトル篇』（2014年）
- auスマートパス 『ラッキーの歌篇』（2014年）
- アソビズム 『ドラゴンリーグ』（2015年）
- AOKI 『AOKI&CanCam就活応援コラボCM』（2016年）
- ダイハツ『ムーヴ キャンバス「車内も充実」篇』（2016年）
- 明治『プロビオヨーグルトLG21』WEB-CM（2016年）

### Web
- UULA「妄想恋愛ドラマ『ソイカレ～わたしがイケメンと添い寝する30の方法～』」第13・19・21・26話（2015年）
- 『モルモット CHAPTER.5』（2020年）
- テレワークドラマ『私は誰ですか?』（2020年）
- 『curfew』（2020年）
- 劇団常緑『拡大戦隊ズームレンジャー』、『ギターを置いてよ。』（2020年）
- ABEMA『恋愛ドラマな恋がしたい~Kiss me like a princess~』第6話「君と夜を泳ぐ/現代版人魚姫」（2022年）

### その他
- MILKBOY 2011 SPRING カタログモデル（2011年）
- ウナコーワ店頭用PV『青春ウナガール プチウナがない篇』（2013年）
- adidas bag presents 頑張る男子応援隊（2013年）
- ニッセン カタログモデル（2013年）

## 作品

### DVD
- JUNONスーパーボーイ・コンテストVol.21 秋元龍太朗（2009年2月15日、VAP）

### 写真集
- ファースト写真集『Ryu～僕の旅路～』（2016年、主婦と生活社）

## 書籍

### 雑誌
- ニコラ（2009年 - 2013年、新潮社） - メンズモデル

### 文庫
- 王子様とネクタイ条約（2012年、魔法のiらんど文庫） - カバーモデル

### ムック
- ねこカレ（2017年、TCエンタテインメント株式会社）